# Кеворков, Илья Гайкович
Илья Гайкович Кеворков (арм. Իլյա Կևորկով, 14 апреля 1914, Нахичевань, Кавказское наместничество — 1977, Ереван) — советский партийный и общественный деятель, основоположник зарубежного туризма в Армении.

## Биография
Племянник композитора Арама Хачатуряна.
В 1915 году семья Кеворковых, спасаясь от турецкого геноцида, бежала в Россию, в Пятигорск.
Илья окончил семь классов, химико-технологический техникум, затем — институт того же профиля. Работал на маслозаводе, в 1936 году был призван в Красную армию, служил в танковых войсках. В 1938 году возглавил комбинат Зернохлеб.
Участник советско-финской и Великой Отечественной войн, служил в контрразведке, участвовал в обеспечении безопасности участников Тегеранской конференции.
С 1951 года — первый секретарь Кироваканского горкома партии. С 1955 года и до конца жизни, 1977 года, руководил сферой иностранного туризма Армении занимая пост начальника Управления по иностранному туризму при Совете Министров Армянской ССР. При Кеворкове в Ереване были построены важные объекты туристической инфраструктуры — гостиницы «Армения», «Ани», «Двин», мотель на озере Севан, контрольно-пропускной пункт для автотуристов в селе Маргара на границе с Турцией.

## Память

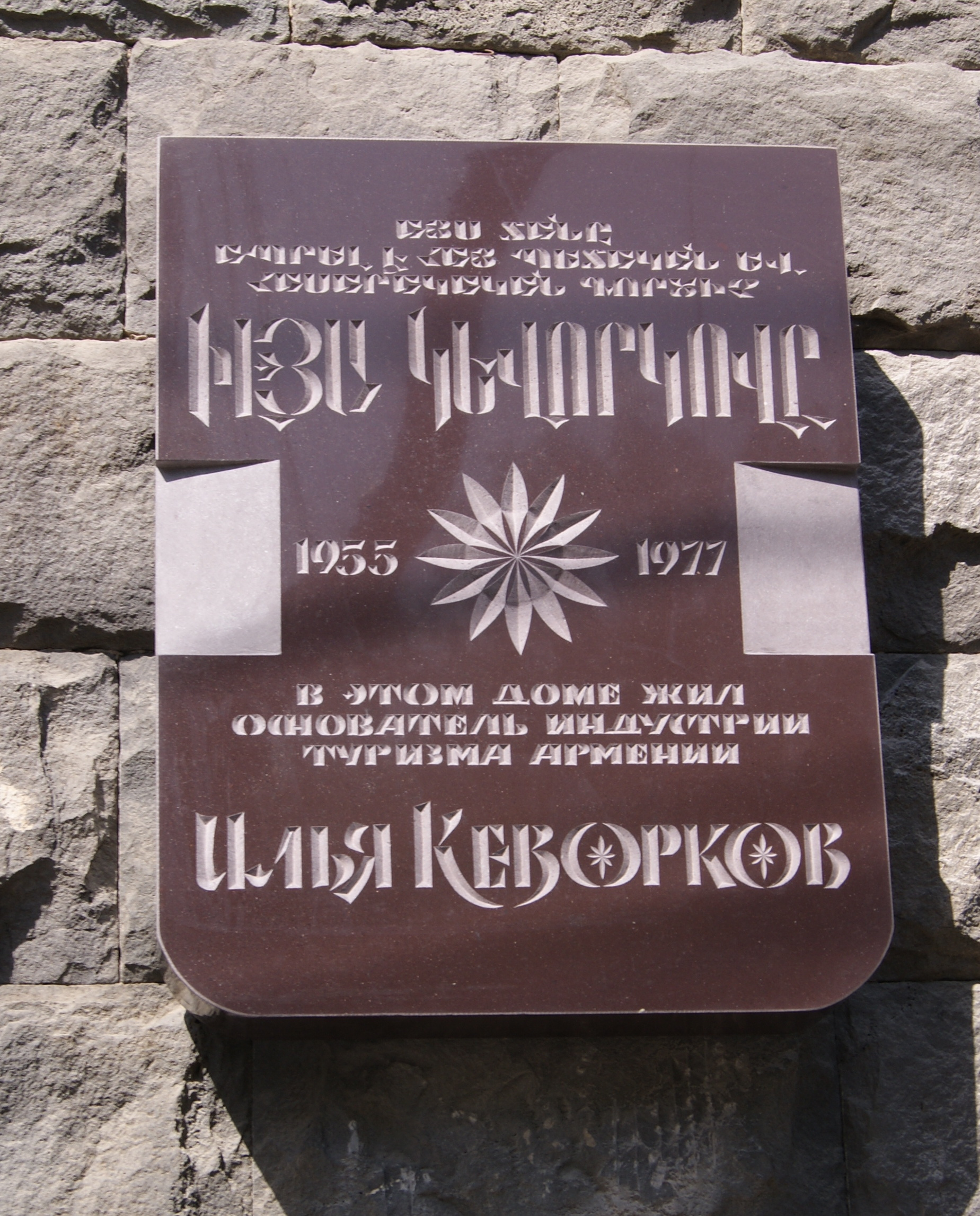
Мемориальная доска в Ереване, ул. Московян, 18

Мемориальная доска в Ереване, ул. Московян, 18.
И. Кеворкову посвящена песня Александра Ачемяна «Мой старый друг» на слова Людвига Дуряна.